# Żywe mosty

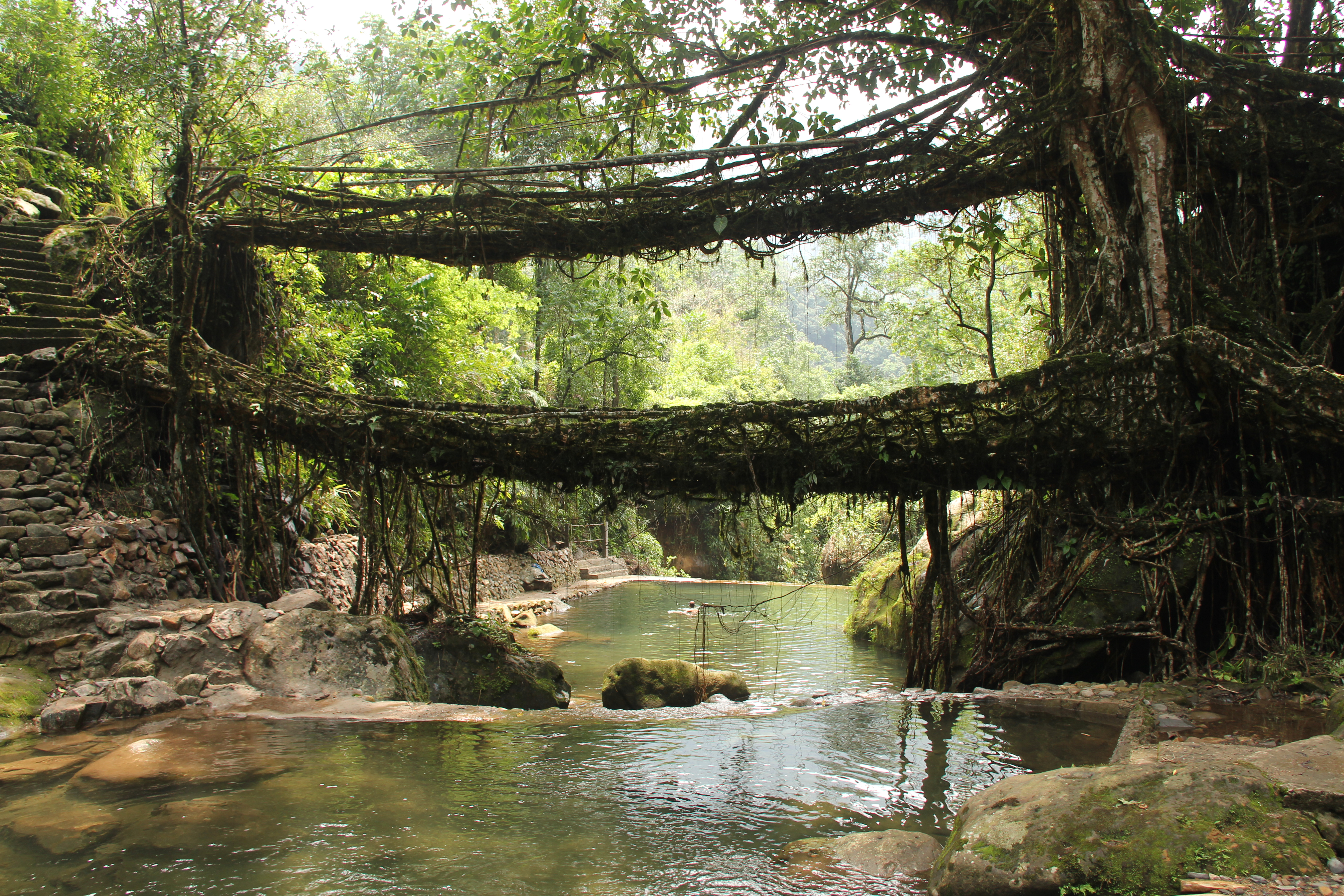
Dwupiętrowy żywy most

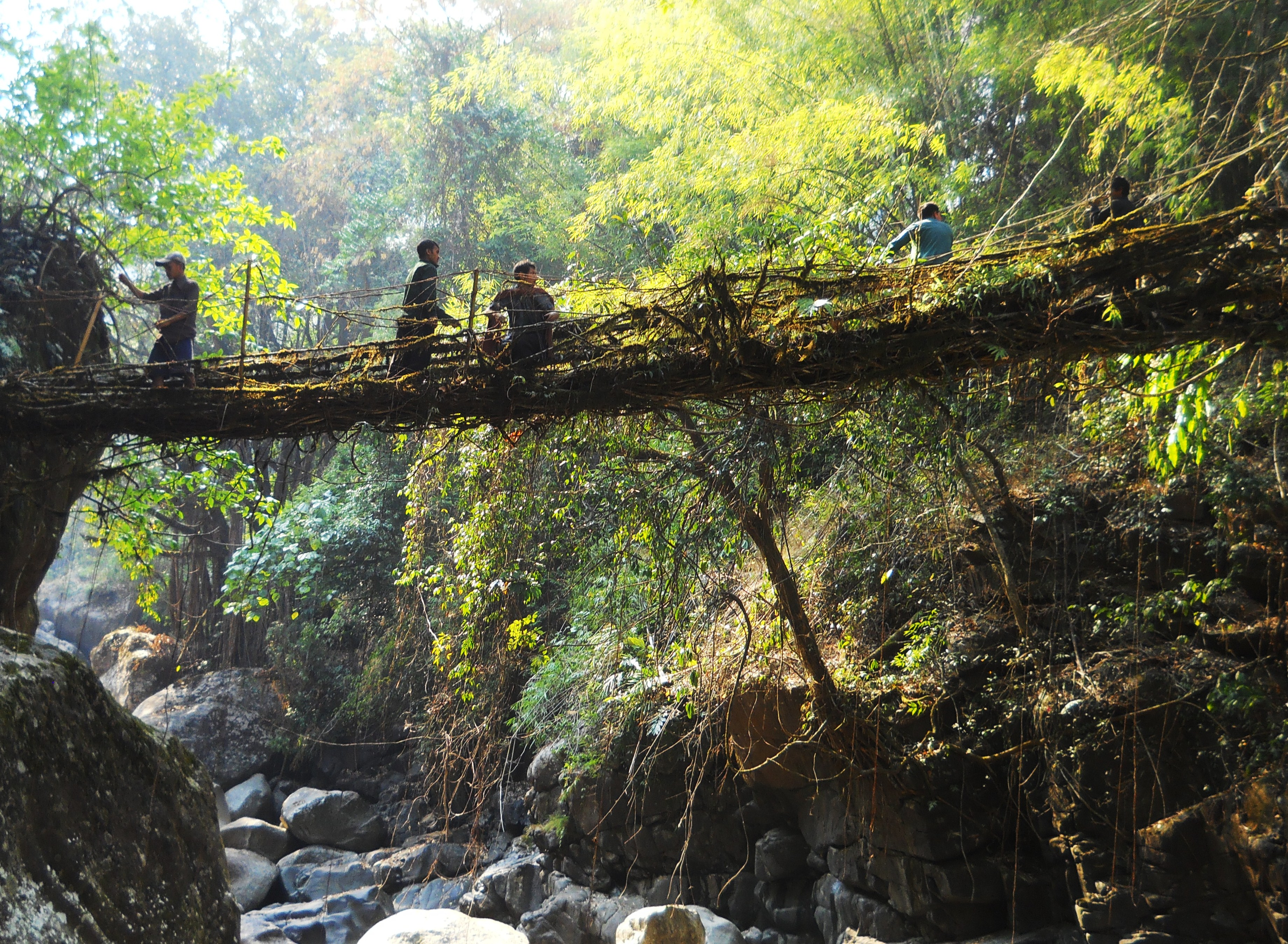
Miejscowa ludność podczas prac przy konstrukcji mostu niedaleko wioski Kongthong

Żywe mosty korzeniowe to konstrukcje tworzone metodą kształtowania drzew, powszechną w południowej części indyjskiego stanu Meghalaya. Są robione ręcznie z korzeni powietrznych figowca sprężystego przez ludność Khasi i Jaintia zamieszkującą górzyste tereny wzdłuż południowej części płaskowyżu Shillong. 
Mosty korzeniowe zaobserwowano również w indyjskim stanie Nagaland oraz kilku regionach Indonezji. 
Budujący pozwalają rosnąć korzeniom drzew wzdłuż wydrążonych pni palmy betelowej, aby nadać im pożądany kierunek. Kiedy korzenie osiągną cel, łodygi są usuwane, a korzenie zrastają się w glebie. Z biegiem czasu dalsze ukorzenienie prowadzi do budowy wytrzymałego, sprężystego mostu. Powstanie takiej konstrukcji zajmuje około 15 lat. Najdłuższe z mostów mają ponad 50 metrów długości, a w jednym miejscu rosną one nawet jeden nad drugim. 
Szacuje się, że część z nich może mieć nawet 500 lat.